# كالهون سيتي (مسيسيبي)
كالهون سيتي (بالإنجليزية: Calhoun City, Mississippi)‏ هي بلدة تقع في مقاطعة كالهون (مسيسيبي) بولاية مسيسيبي في الولايات المتحدة. تبلغ مساحتها 6.2 (كم²)، وترتفع عن سطح البحر 86 م، بلغ عدد سكانها 1872 نسمة في عام 2000 حسب إحصاء مكتب تعداد الولايات المتحدة وتصل الكثافة السكانية فيها 304.7 نسمة/كم2.

## التركيبة السكانية
حدّد مكتب تعداد الولايات المتحدة بيانات التركيبة السكانية لكالهون سيتي في تعداد الولايات المتحدة. في ما يلي، التركيبة السكانية حسب تعدادي 2000 و2010.

### تعداد عام 2000
بلغ عدد سكان كالهون سيتي 1,872 نسمة بحسب تعداد عام 2000، وبلغ عدد الأسر 736 أسرة وعدد العائلات 531 عائلة مقيمة في المدينة. في حين سجلت الكثافة السكانية 304.4 نسمة لكل كيلومتر مربع (788.4/ميل2). وبلغ عدد الوحدات السكنية 827 وحدة بمتوسط كثافة قدره 134.5 لكل كيلومتر مربع (348.4/ميل2).
وتوزع التركيب العرقي للمدينة بنسبة 66.72% من البيض و32% من الأمريكيين الأفارقة و0.11% من الأمريكيين الأصليين و0.05% من الأمريكيين ذوي الأصول الآسيوية و0.16% من الأعراق الأخرى و0.96% من عرقين مختلطين أو أكثر و0.69% من الهسبانيون أو اللاتينيون من أي عرق.
بلغ عدد الأسر 736 أسرة كانت نسبة 38.9% منها لديها أطفال تحت سن الثامنة عشر تعيش معهم، وبلغت نسبة الأزواج القاطنين مع بعضهم البعض 44.3% من أصل المجموع الكلي للأسر، ونسبة 23.6% من الأسر كان لديها معيلات من الإناث دون وجود شريك،  بينما كانت نسبة 4.2% من الأسر لديها معيلون من الذكور دون وجود شريكة وكانت نسبة 27.9% من غير العائلات. تألفت نسبة 26.4% من أصل جميع الأسر من عدة أفراد يعيشون في نفس المنزل ونسبة 15.6% كانت تتألف من شخص يعيش بمفرده يبلغ من العمر 65 عاماً أو أكثر. وبلغ متوسط حجم الأسرة المعيشية 2.38، أما متوسط حجم العائلات فبلغ 2.84.
بلغ العمر الوسطي للسكان 38.9 عاماً. وكانت نسبة 25.1% من القاطنين تحت سن الثامنة عشر، وكانت نسبة 8.1% بين الثامنة عشر والرابعة والعشرين عاماً، ونسبة 23.2% كانت واقعةً في الفئة العمرية ما بين الخامسة والعشرين والرابعة والأربعين عاماً، ونسبة 21.2% كانت ما بين الخامسة والأربعين والرابعة والستين، ونسبة 16.1% كانت ضمن فئة الخامسة والستين عاماً فما فوق. يوجد لكل 100 أنثى 77.4 ذكر، ويوجد لكل 100 أنثى في الثامنة عشر من عمرها فما فوق 71.3 ذكر.
بلغ متوسط دخل الأسرة في المدينة 23,983 دولارًا، أما متوسط دخل العائلة فبلغ 28,047 دولارًا. وكان متوسط دخل الذكور 27,917 دولارًا مقابل 20,292 دولارًا للإناث. وسجل دخل الفرد الخاص بالمدينة 14,294 دولارًا. وكانت نسبة 23.2% من العائلات ونسبة 25.2% من السكان تحت خط الفقر، وكان من هؤلاء نسبة 41.1% تحت سن الثامنة عشر ونسبة 16.9% في الخامسة والستين من العمر وما فوق.

### تعداد عام 2010
بلغ عدد سكان كالهون سيتي 1,774 نسمة بحسب تعداد عام 2010، وبلغ عدد الأسر 695 أسرة وعدد العائلات 471 عائلة مقيمة في المدينة. في حين سجلت الكثافة السكانية 288.5 نسمة لكل كيلومتر مربع (747.2/ميل2). وبلغ عدد الوحدات السكنية 801 وحدة بمتوسط كثافة قدره 130.2 لكل كيلومتر مربع (337.2/ميل2).
وتوزع التركيب العرقي للمدينة بنسبة 60.54% من البيض و37.60% من الأمريكيين الأفارقة و0.17% من الأمريكيين الأصليين و0.06% من الأمريكيين ذوي الأصول الآسيوية و0.62% من الأعراق الأخرى و1.01% من عرقين مختلطين أو أكثر و1.01% من الهسبانيون أو اللاتينيون من أي عرق.
بلغ عدد الأسر 695 أسرة كانت نسبة 35.7% منها لديها أطفال تحت سن الثامنة عشر تعيش معهم، وبلغت نسبة الأزواج القاطنين مع بعضهم البعض 37.4% من أصل المجموع الكلي للأسر، ونسبة 26.3% من الأسر كان لديها معيلات من الإناث دون وجود شريك،  بينما كانت نسبة 4% من الأسر لديها معيلون من الذكور دون وجود شريكة وكانت نسبة 32.2% من غير العائلات. تألفت نسبة 29.6% من أصل جميع الأسر من عدة أفراد يعيشون في نفس المنزل ونسبة 15% كانت تتألف من شخص يعيش بمفرده يبلغ من العمر 65 عاماً أو أكثر. وبلغ متوسط حجم الأسرة المعيشية 2.39، أما متوسط حجم العائلات فبلغ 2.92.
بلغ العمر الوسطي للسكان 38.6 عاماً. وكانت نسبة 26.6% من القاطنين تحت سن الثامنة عشر، وكانت نسبة 8.5% بين الثامنة عشر والرابعة والعشرين عاماً، ونسبة 22.5% كانت واقعةً في الفئة العمرية ما بين الخامسة والعشرين والرابعة والأربعين عاماً، ونسبة 21.5% كانت ما بين الخامسة والأربعين والرابعة والستين، ونسبة 21% كانت ضمن فئة الخامسة والستين عاماً فما فوق. وتوزع التركيب الجنسي للسكان بنسبة 42.3% ذكور و57.7% إناث.

## وصلات خارجية
- The US50 - Cities and Towns in Mississippi State
- Mississippi Cities and Towns, Facts, Map, Flag, Colleges, Government, and More